# Calyptura cristata
El cotinguita reyezuelo (Calyptura cristata), es una especie de ave paseriforme, el único miembro del género Calyptura. Es endémico de la mata atlántica del sureste de Brasil. Tradicionalmente se le consideraba parte de la familia Cotingidae aunque los estudios más actuales le sitúan en Tyrannidae. Está críticamente amenazado, probablemente extinto.

## Descripción
Muy pequeño, mide 8 cm de longitud. Por arriba es oliva brillante con una crista rojo anaranjada bordeada por una ancha banda negra; la frente y las cobertoras superiores de la cola son amarillas, las alas y la corta cola morenas, las alas con dos notorias fajas blancas. Por abajo es mayormente amarillo brillante.
Su morfología y su plumaje es muy similar al de los reyezuelos europeos o familia Regulidae, pero no existe ninguna relación filogenética. Se trataría por lo tanto de un ejemplo de convergencia evolutiva.[cita requerida]

## Distribución y hábitat

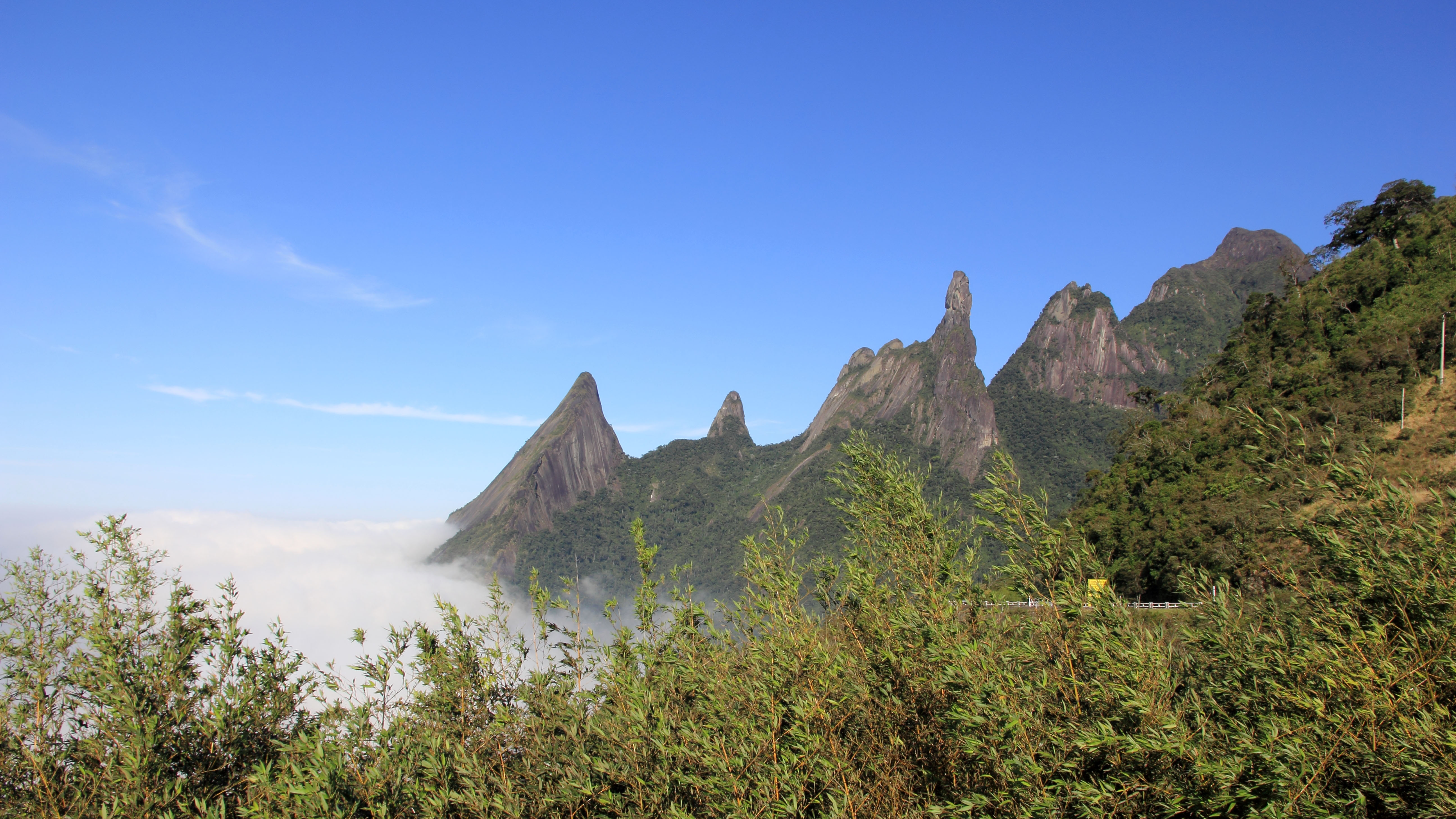
Serra dos Órgãos, Río de Janeiro, Brasil, hábitat de la especie.

Es endémico de una pequeña área en la región serrana de Mata atlántica del norte del estado de Río de Janeiro en el sureste de Brasil.
Aparentemente, su hábitat se restringe a bosques de estribaciones montañosas, entre los 400 y los 900 m de altitud, pero tolera hábitats secundarios (el registro de 1996 fue en un crecimiento secundario). Sin embargo, los crecimientos secundarios soportan mucho menos plantas epífitas y bromelias (que retienen cantidades de agua suspensa que alteran significativamente el microclima dentro del bosque); de esta forma, grandes áreas de bosque secundario serían inconvenientes para la especie. Se sospecha que realice movimientos altitudinales sazonales, lo que podría explicar la falta de registros pos-1996 en la Serra dos Órgãos.

## Estado de conservación
El cotinguita reyezuelo ha sido calificado como críticamente amenazado de extinción por la Unión Internacional para la Conservación de la Naturaleza (IUCN) debido a que su población mínima, estimada en 50 individuos y conocida por apenas una localidad después de más de 100 años sin registros confirmados, es probable que continue a decaer debido a la extensa pérdida y fragmentación de su hábitat dentro de su ya pequeña zona de distribución.
A mediados del Siglo XIX, con base en las recolecciones de pieles y un registro de avistamiento, no era incomún, inclusive en hábitats secundarios. Sin embargo, aunque hubo varios rumores y relatos no verificados, la especie no fue registrada durante casi todo el Siglo XX, hasta que dos aves fueron observadas en la Serra dos Órgãos durante varios días en octubre de 1996, a partir del descubrimiento por Ricardo Parrini. No ha habido registros confiables de la especie desde 1996 a pesar de las búsquedas en la reserva ecológica Guapiaçu, en la región de Teresópolis, en las estribaciones de la Serra do Mar, en Ubatuba y entre Nova Friburgo y Sumidouro de septiembre a noviembre de 2006, cuando se investigaron varios relatos no confirmados. Un espécimen, colectado supuestamente en algún local del estado de São Paulo entre mayo de 1819 y abril de 1820, fue descubierto en el Museum für Naturkunde, Berlín, en 2007, lo que extiende el área sobre la cual la especie puede haber ocurrido, al menos anteriormente.
En uno de estos relatos de observación no documentados, Tomas Sigrist describe haber observado en julio de 1990, en Picinguaba, Ubatuba, São Paulo, dos individuos de Calyptura asociados a una bandada mixta compuesta por tráupidos y unos pocos tiránidos de copa, en las subcopas de una mata alta, en una ladera íngreme adyacente a un río en cascada.

### Amenazas
La deforestación parece haber llevado esta especie al borde la extinción. Históricamente, la minería de oro y piedras preciosas y las plantaciones de café ocurrieron en las áreas donde los especímenes fueron inicialmente colectados. Si efectivamente es un migrante de altitud, la falta de bosques remanecentes abajo de los 1000 m s. n. m. puede ser una amenaza particularmente preocupante, especialmente los desarrollos inmobiliarios en los bordes del parque Nacional da Serra dos Órgãos, especialmente en el local donde fue redescubierto en 1996. La recolección de bromelias, muérdago y orquídeas de los bosques de la región pueden amenazar todavía más la especie al reducir la oferta de comida, pero también al alterar la estructura del hábitat y el microclima.

### Acciones de conservación
Está protegido por las leyes brasileñas. Las observaciones de 1996 fueron en el borde del parque nacional da Serra dos Órgãos. Algunas otras áreas de aparente hábitat preferencial están protegidas dentro del parque, y hay fragmentos de bosque adyacentes hasta elevaciones de cerca de 50 m s. n. m. El hábitat preferencial también ocurre dentro de la reserva ecológica de Guapiaçu.

## Comportamiento
Esta ave, tímida e inconspícua, es probablemente fácil de ser observada, encaramándose en el dosel desde donde explora activamente los macizos de bromelias, aparentemente evitando las copas.

### Alimentación
Ha sido registrada comiendo frutos, semillas e insectos, aunque las observaciones de 1996 sugieren que puede ser un especialista en muérdago.

### Vocalización
Aunque no existen registros, se relata que su canto es compuesto de notas agudas.

## Sistemática

### Descripción original
La especie C. cristata fue descrita por primera vez por el naturalista francés Louis Pierre Vieillot en 1818 bajo el nombre científico Pardalotus cristatus; la localidad tipo es: «Río de Janeiro, Brasil».
El género monotípico Calyptura fue descrito por el zoólogo e ilustrador británico William Swainson en 1832.

### Etimología
El nombre genérico femenino «Calyptura» se compone de las palabras del griego «kaluptō»: ‘cubrir’, y «oura»: ‘cola’; significando «con la cola oculta»; y el nombre de la especie «cristata», proviene del latín «cristatus» que significa ‘crestado’, ‘emplumado’.

### Taxonomía
El presente género fue motivo de divergencias entre las clasificaciones; el Comité de Clasificación de Sudamérica (SACC) lo mantenía como Incertae sedis. Sin embargo, en la Propuesta N° 727 se aprobó su colocación definitiva en la familia Tyrannidae con base en los conclusivos estudios genéticos recientes de Ohlson et al (2012), que indican que esta especie es un verdadero tiránido, cercano a Platyrinchus y Neopipo.
Posteriormente, los amplios estudios genético-moleculares de Ohlson et al. (2013) propusieron dividir Tyrannidae en cinco familias, entre las cuales Platyrinchidae Bonaparte, 1854 agrupando a tres géneros entre los cuales Calyptura, junto a Neopipo y Platyrinchus.  El Comité Brasileño de Registros Ornitológicos (CBRO) y Avibase sitúan el presente género en dicha familia Platyrinchidae, mientras el Comité de Clasificación de Sudamérica (SACC) aprobó su colocación en una subfamilia Platyrinchinae en la Propuesta No 827 Parte C.